# Alternative PHP Cache
Der Alternative PHP Cache (APC) war ein Open-Source-Zusatzmodul für PHP, das eine beschleunigte Ausführung von PHP-Scripten ermöglichte. Die Beschleunigung wurde dadurch erreicht, dass der kompilierte PHP-Quelltext zwischengespeichert wurde und bei wiederholter Ausführung das zeitaufwändige Kompilieren nahezu vollständig vermieden werden konnte.
Der APC beinhaltet auch einen User-Cache. Darin können einfache Werte sowie auch komplexe Objekte zwischengespeichert werden. Die Speicherung erfolgt dabei im Shared-Memory des Webservers. Damit lässt sich zum Beispiel die Datenbankserverlast für oft wiederkehrende Anfragen verringern. Beim Speichern der Variablen kann man dabei noch eine Lebensdauer in Sekunden angeben, nach der der Wert gelöscht werden soll.
Der Cache ist als Hashtabelle in der Programmiersprache C implementiert.
APC wurde mit Unterstützung von Yahoo weiterentwickelt und ist in die Yahoo! Shops integriert. APC ist einer der ersten PHP-Caches, die PHP ab Version 5.0 unterstützt. Es war vorgesehen, APC in der PHP-Version 6.0 fest zu integrieren, so dass APC nativ zur Verfügung steht, was aber noch vor Veröffentlichung dieser Version verworfen wurde. In der Version 5.5 ist nun der Zend Optimizer in den PHP-Kern eingebunden.
Bei den PHP Magazin Reader’s Choice 2003 belegte APC in der Kategorie Beste PHP Bytecode Caches den dritten Platz mit 6 % – hinter PHP Accelerator mit 48 % und Zend Performance Suite mit 45 % In den Jahren 2006, 2007 und 2008 befindet sich APC nicht mehr unter den Platzierungen.
APC wird seit 2012 nicht mehr weiterentwickelt und funktioniert mit aktuellen PHP-Versionen nicht. Seit Version 5.5 besitzt PHP eine integrierte Funktion namens OPcache, welche eine ähnliche Funktion erfüllt. Die ehemals von APC ebenfalls bereitgestellte Funktionalität des User-Caches wird nun durch das Modul APCu (APC User Cache) bereitgestellt, welches separat installiert werden kann.